# Megascops
Megascops és un gènere d'ocells de la família dels estrígids (Strigidae). Temps enrere aquests ocells es classificaven juntament amb els xots del gènere Otus, però van ser separats basant-se en diferències biogeogràfiques, morfològiques, etològiques, i estudis de seqüenciació d'ADN. Aquests ocells habiten ambdues Amèriques. El gènere Megascops va ser introduït pel naturalista alemany Johann Jakob Kaup el 1848.

## Morfologia
Tots els membres d'aquest gènere són petits, compactes i àgils. L'espècie Xot de Carolina és un dels mussols més petits d'Amèrica de l'Nord. L'espècie tipus d'aquest gènere és el xoc oriental (Megascops asio). Les femelles són generalment més grans que els mascles. En general, el seu plomatge té diverses tonalitats de marró, amb la part inferior més pàl·lida amb diversos dibuixos que afavoreixen el camuflatge davant l'escorça dels arbres. Algunes espècies són polimòrfiques i poden manifestar-se amb un plomatge de color gris o marró-vermellós. La majoria de les espècies és activa principalment a la nit i s'alimenta de grans insectes i altres preses petites.

## Taxonomia
Segons la classificació del Congrés Ornitològic Internacional (versió 13.1, 2023), aquest gènere està format per 23 espècies:
- xot gorjablanc (Megascops albogularis).[6]
- xot de Carolina (Megascops asio).[7]
- xot variable (Megascops atricapilla).[8]
- xot barbut (Megascops barbarus).[9]
- xot del Chocó (Megascops centralis).
- xot tropical (Megascops choliba).[10]
- xot de Clark (Megascops clarkii).[11]
- xot de Cooper (Megascops cooperi).[12]
- xot de Santa Marta (Megascops gilesi).
- xot de Guatemala (Megascops guatemalae).[13]
- xot de Hoy (Megascops hoyi).[14]
- xot de Salvin (Megascops ingens).[15]
- xot de Califòrnia (Megascops kennicottii).[16]
- xot de Koepcke (Megascops koepckeae).[17]
- xot de Marshall (Megascops marshalli).[18]
- xot de Peterson (Megascops petersoni).[19]
- xot del Perú (Megascops roboratus).[20]
- xot de Roraima (Megascops roraimae).
- xot de Santa Catarina (Megascops sanctaecatarinae).[21]
- xot del Balsas (Megascops seductus).[22]
- xot de bigotis (Megascops trichopsis).[23]
- xot vermiculat (Megascops vermiculatus).[24]
- xot de Watson (Megascops watsonii).[25]

Tanmateix, per altres obres taxonòmiques, com el Handook of the Birds of the World i la quarta versió de la BirdLife International Checklist of the birds of the world (Desembre 2019), el gènere Megascops conté 24 espècies, doncs consideren que una subespècie del xot de Savin (Megascops ingens colombianus) és una espècie de ple dret. A més, consideren que el xot de Puerto Rico (Gymnasio nudipes) pertanyent al gènere monofilètic Gymnasio, s'hauria d'incloure dins de Megascops. Per altra banda, el xot de Roraima, no el compten perquè el consideren una subespècie del xot vermiculat (Megascops vermiculatus roraimae). Així doncs, segons aquesy criteri s'haurien d'afegir les següents espècies:
- xot de Colòmbia (Megascops colombianus).[27]

- xot de Puerto Rico (Megascops nudipes).[28]